# Sucikaler
Sucikaler is een bestuurslaag in het regentschap Garut van de provincie West-Java, Indonesië. Sucikaler telt 8014 inwoners (volkstelling 2010).